# La Bataille du rail
La Bataille du rail is een Franse oorlogsfilm uit 1946 onder regie van René Clément. Destijds werd de film uitgebracht onder de titel Het gevecht der spoorwegen.

## Verhaal
Enkele Franse spoorwegarbeiders voeren een verzetsactie tijdens de Tweede Wereldoorlog. Ze laten een trein ontsporen, die is voorbestemd voor de bevoorrading van de Duitsers. Als vergelding laten de Duitsers enkele gijzelaars in een station executeren.

## Rolverdeling
| Acteur             | Personage        |
| ------------------ | ---------------- |
| Marcel Barnault    | Barnault         |
| Jean Clarieux      | Lampin           |
| Jean Daurand       | Spoorwegarbeider |
| Jacques Desagneaux | Athos            |
| François Joux      | Spoorwegarbeider |
| Pierre Latour      | Spoorwegarbeider |
| Tony Laurent       | Camargue         |
| Robert Le Ray      | Stationschef     |
| Pierre Lozach      | Spoorwegarbeider |
| Pierre Mindaist    | Spoorwegarbeider |
| Léon Pauléon       | Stationschef     |
| Fernand Rauzéna    | Spoorwegarbeider |